# Goana după cadou 2
Goana după cadou 2 (titlu original: Jingle All the Way 2) este un film de Crăciun american din 2014 regizat de Alex Zamm. Rolurile principale au fost interpretate de actorii Larry the Cable Guy și Santino Marella. Este o continuare direct-pe-DVD a filmului Goana după cadou din 1996. A fost lansat la 2 decembrie 2014.
Filmul este produs de 20th Century Fox și WWE Studios, diviza de filme a  WWE și va fi distribuit direct-pe-video de Fox beneficiind de o promovare a WWE în cadrul unor episoade speciale săptămânale.

## Prezentare
Doi tați disperați concurează într-o luptă fără menajamente pentru a demonstra care este cel mai bun tată și pentru a face ca acest Crăciun să fie cel mai bun din toate timpurile!

## Distribuție
- Larry the Cable Guy ca Larry
- Santino Marella - Claude
- Brian Stepanek ca Victor Baxter
- Kristen Robek ca Trish
- Kennedi Clements ca Noel
- Alex Zamm ca Harrison Ursul vorbitor

## Producție
Filmările au fost realizate în martie 2014 în British Columbia, Canada.

## Vezi și
- Goana după cadou (1996)